# Groupe de Lagny

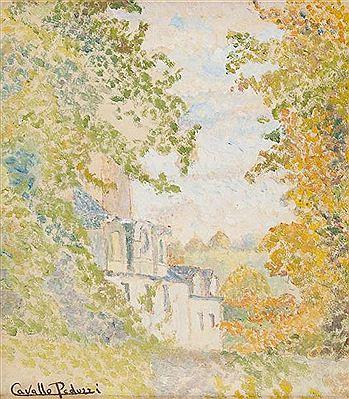
Cavallo-Péduzzi: La manoir

Te Lagny-sur-Marne, in Noord-Frankrijk, werd de Groupe de Lagny gevormd, in 1885, met de schilders Leo Gausson, Cavallo-Péduzzi, Maximilien Luce en Lucien Pissarro, een van de zoons van de bekende impressionist Camille Pissarro. Het waren kunstenaars die geestdriftig de verworvenheden van het Impressionisme uitdroegen en sterk beïnvloed werden door het Neo-Impressionisme.
In 1899 stichtten de leden van de groep de Union Artistique et Littéraire du canton de Lagny, waarbij een vijftal Salons georganiseerd werden, tot de verdwijning ervan in 1907. Intussen waren ook Edouard Cortes, Paul-Emile Colin en Henri Lebasque toegetreden.
In 1926 werd uiteindelijk de Union des Beaux-Arts de Lagny gevormd, met Pierre Montézin als erevoorzitter en Edouard Cortes als een bedrijvige voorzitter.
Op de jaarlijks ingerichte Salons kwamen meerdere verdienstelijke schilders hun sporen verdienen: Charles Cerny, Alexandre Jacob, Frédéric  Levé, Maurice Monot, Charles Pavil en Emile Prodhon, die Cortes zou opvolgen als voorzitter in 1947.